# Gaspar Vaz (pintor)
Gaspar Vaz foi um pintor português da primeira metade do século XVI. A aprendizagem deste pintor decorreu na oficina de Jorge Afonso, em Lisboa, onde se encontra documentado entre 1514 e 1515, ano em que também Vasco Fernandes se encontrava na capital. Uma carta, descoberta e publicada por Sousa Viterbo, escrita por D. João III a Cristóvão de Figueiredo, pelos anos de 1531-1540 mandando-o «ver e receber as obras que fez Gaspar Vaz em São João de Tarouca», documenta a actividade deste pintor na região Norte de Portugal. A ele são atribuídas as pinturas do Convento de São João de Tarouca, núcleo importante de obras que serviram de base de identificação estilística do pintor.
Este apresenta menos recursos técnicos que Vasco Fernandes, optando por soluções tradicionais, mostrando-se menos rigoroso nos detalhes, mas atribuindo maior elegância, dinamismo e graciosidade às suas personagens.